# Římskokatolická farnost Koněšín
Římskokatolická farnost Koněšín je územní společenství římských katolíků v Koněšíně, s farním kostelem svatého Bartoloměje

## Území farnosti
Do farnosti náleží území těchto obcí:
- Koněšín s kostelem sv. Bartoloměje,
- Kozlany,
- Studenec.

## Duchovní správci
Administrátorem excurrendo byl od 1. srpna 2000 R. D. Mgr. Petr Holý. Toho od 1. srpna 2016 vystřídal R. D. PhDr. Jindřich Zdík Zdeněk Charouz, Th.D., OPraem. Po odchodu R. D. Jindřicha Charouze do Želivského kláštera se se stal od 1. října 2022 administrátorem excurrendo R. D. Mgr. Štěpán Trčka.

## Bohoslužby
| Kostel              | Místo   | Bohoslužba (den) | Hodina      | Poznámka     |
| ------------------- | ------- | ---------------- | ----------- | ------------ |
| svatého Bartoloměje | Koněšín | neděle středa    | 11.00 17.15 | farní kostel |

## Aktivity farnosti
Dnem vzájemných modliteb farností za bohoslovce a bohoslovců za farnosti brněnské diecéze je 24. září. Adorační den připadá na 24. února.